# Franck Renier
Franck Renier, bijgenaamd l'Araignée of de Spin, (Laval, 11 april 1974) is een Frans voormalig wielrenner, beroeps van 2000 tot 2008. Renier reed zijn gehele carrière voor ploegen van Jean-René Bernaudeau.

## Belangrijkste overwinningen
2001
- Ronde van de Finistère

## Resultaten in voornaamste wedstrijden
| Jaar | Ronde van Italië | Ronde van Frankrijk | Ronde van Spanje |
| ---- | ---------------- | ------------------- | ---------------- |
| 2001 |                  | 116e                |                  |
| 2002 |                  | 85e                 |                  |
| 2003 |                  | 95e                 |                  |
| 2004 |                  | 114e                |                  |
| 2005 | 134e             |                     | buiten tijd      |
| 2006 |                  |                     | 121e             |
| 2007 | 119e             |                     |                  |
| 2008 |                  |                     |                  |

| Jaar | Milaan-San Remo | Gent-Wevelgem | Ronde van Vlaanderen | Parijs-Roubaix | Parijs-Tours | Omloop Het Volk | Parijs-Brussel |  | WK op de weg |
| ---- | --------------- | ------------- | -------------------- | -------------- | ------------ | --------------- | -------------- |  | ------------ |
| 2001 |                 | 19e           |                      |                | 97e          |                 | 31e            |  |              |
| 2002 |                 |               |                      | 48e            | 12e          | 54e             |                |  | 131e         |
| 2003 |                 |               |                      | 29e            | 5e           |                 | 4e             |  | 90e          |
| 2004 | 40e             |               |                      |                | 44e          |                 |                |  |              |
| 2005 | 105e            |               | 59e                  |                | 41e          |                 |                |  |              |
| 2006 | 124e            | 15e           | 89e                  | 95e            | 31e          | 8e              |                |  |              |
| 2007 | 144e            | 20e           | 61e                  |                |              |                 |                |  |              |
| 2008 |                 |               |                      | 77e            | 159e         |                 |                |  |              |